# Le Maître-voleur
Le Maître-voleur (allemand : Der Meisterdieb) est un conte des frères Jacob et Wilhelm Grimm.

## Résumé
Un homme à l'allure riche s'arrête dans une ferme demander un plat paysan. Il révélera aux paysans qu'il est leur fils, et qu'il est devenu un maître-voleur. Il ira se présenter au comte en tant que maître-voleur, et ce dernier mettra a l'épreuve ses talents au travers de trois tâches dont il devra s'acquitter pour éviter le gibet.

## Adaptation
- Un épisode de la série d'animation Simsala Grimm[1].